# Abel Paz

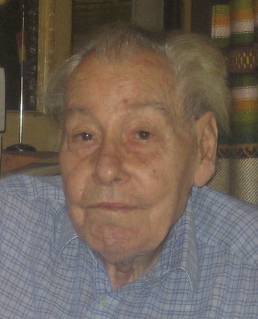
Abel Paz im Februar 2007

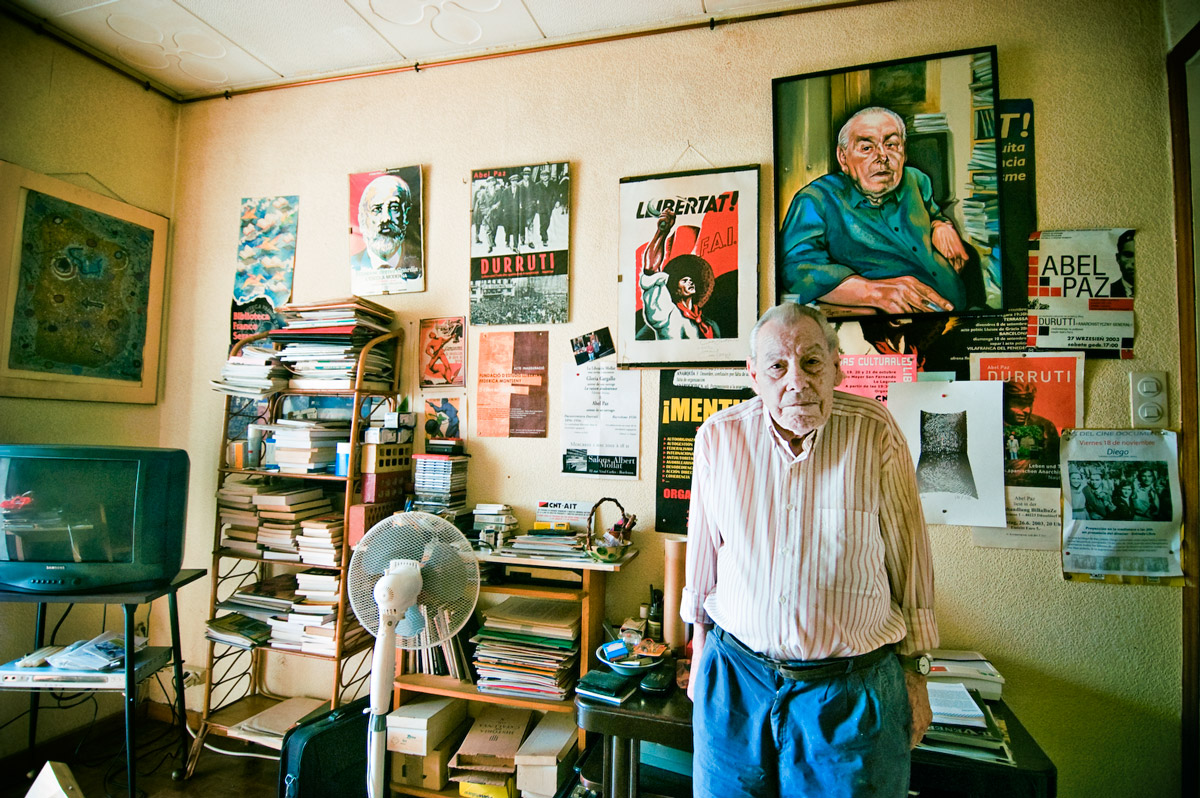
Abel Paz im April 2006

Abel Paz (* 12. August 1921 in Almería; † 13. April 2009 in Barcelona), eigentlich Diego Camacho Escámez, war ein spanischer Syndikalist, anarchistischer Revolutionär, Widerstandskämpfer und Schriftsteller.

## Leben
Ab 1934 arbeitete er als Lehrling in einer Textilfabrik. 1935 trat er der anarchosyndikalistischen Gewerkschaft Confederación Nacional del Trabajo (CNT-AIT) bei.
Bereits als 15-Jähriger kämpfte er im Spanischen Bürgerkrieg auf der Seite von CNT und FAI gegen das Franco-Regime und für die Soziale Revolution.
Nach drei Jahren Bürgerkrieg und der Niederschlagung des „kurzen Sommers der Anarchie“ (Hans Magnus Enzensberger) musste er 1939 vor den Truppen des General Franco nach Frankreich flüchten.
Dort wurde er mit anderen antifaschistischen Spanienkämpfern in verschiedenen Lagern, Argelès-sur-Mer, Barcarès und Saint-Cyprien interniert. Nach dem Einmarsch der Wehrmacht in Frankreich kehrte er 1942 nach Spanien zurück und kämpfte im Untergrund gegen das Franco-Regime. Im Dezember 1942 wurde er verhaftet und bis 1953 inhaftiert.
Er emigrierte erneut nach Frankreich, arbeitete dort bis 1977 in einer Druckerei und beteiligte sich unter anderem am Pariser Mai 1968.
Bis zu seinem Tod am 13. April 2009 lebte Abel Paz in Barcelona. Der Autor, der auch das Standardwerk: „Durruti. Leben und Tode des spanischen Anarchisten“ verfasste, war einer der letzten lebenden Zeitzeugen der Spanischen Revolution. Immer wieder nahm er auch international an Informationsveranstaltungen zum spanischen Bürgerkrieg teil.

### Werke
- Durruti. Leben und Tode des spanischen Anarchisten, Hamburg: Edition Nautilus 1994, ISBN 3-89401-411-3 (Der Band enthält viele Fotodokumente; diverse Auflagen).
- Feigenkakteen und Skorpione. Eine Biographie (1921–1936) Band 1 (der 4-bändigen Autobiographie), Lich: Edition AV 1997, ISBN 978-3-936049-87-9.
- Anarchist mit Don Quichottes Idealen. Innenansichten aus der spanischen Revolution. Eine Biographie (1936–1939), Band 2, Lich: Edition AV 2008, ISBN 978-3-936049-97-8.
- Im Nebel der Niederlage. Vertreibung und Flucht. Eine Biographie (1939–1942), Band 3, Lich: Verlag Edition AV 2009, ISBN 978-3-86841-016-7.
- Am Fuß der Mauer. Widerstand und Gefängnis. Eine Biographie (1942–1954), Band 4, Lich: Verlag Edition AV 2010, ISBN 978-3-86841-033-4.

### Sekundärliteratur
- Bernd Drücke, Luz Kerkeling, Martin Baxmeyer (Hrsg.): Abel Paz und die Spanische Revolution. Interviews und Vorträge. Edition AV, Frankfurt am Main 2004, ISBN 3-936049-33-5.

## Film
- Durruti in der spanischen Revolution von Paco Rios und dem Buch von Abel Paz. Original-Produktion: Fundación Anselmo Lorenzo, Madrid 1998. OmU-Produktion: FAU-Leipzig und CineRebelde, Freiburg, 2006.